# نادي الشعلة (مصر)

## نادي الشعلة سيتي ويلث الرياضي
(بالإنجليزية: Al Shou'la City wealth SC)‏ نادي رياضي واجتماعي مصري تأسس تحت رقم 126 لسنة 2020 وهو نادي تابع لشركة الشعلة أوليمبيك للمقاولات العامة وإدارة المنشآت السكنية.
يلعب  نادي الشعلة سيتي ويلث الرياضي أول موسم له 2020/2021 في الدوري المصري القسم الرابع التابع لمنطقة الجيزة لكرة القدم.

## التأسيس
تأسس نادي الشعلة سيتي ويلث الرياضي تحت رقم 126 لسنة 2020 وذلك لخدمة العاملين بشركة الشعلة أوليمبيك للمقاولات العامة وإدارة المنشآت السكنية بشكلٍ خاص والمواطنون في محافظة الجيزة والمحافظات المجاورة بوجه عام، وقد إختار أعضاء مجلس إدارة النادي الأبيض والأخضر شعاراً للنادي كما إتخذ مدينة 6 أكتوبر بمحافظة الجيزة مقراً للنادي. ويرأس مجلس إدارة النادي والشركة المهندس أسامة محمد نور.
وفي يوم 20 من أكتوبر 2020 ، أصدر الإتحاد المصري لكرة القدم قراراً رقم 2606 بإعتماد نادي الشعلة أوليمبيك الرياضي للإنضمام إلى عضوية الإتحاد المصري لكرة القدم لممارسة أنشطة كرة القدم.
ويشارك نادي الشعلة أوليمبيك الرياضي في الدوري المصري القسم الرابع التابع لمنطقة الجيزة لكرة القدم. كما تشارك فرق الناشئين والبراعم من سن 9 سنوات مواليد 2011 حتى سن 21 عاماً مواليد 1999 في دوري منطقة الجيزة لكرة القدم التي ينظمها الإتحاد المصري لكرة القدم.
ويلعب الفريق الأول بنادي الشعلة سيتي ويلث الرياضي على ملعب نادي جينيس الرياضي ، بينما تلعب فرق الناشئين والبراعم على ملعب نادي الهرم الرياضي.
ولعب نادي الشعلة أوليمبيك الرياضي أول مباراة رسمية للفريق الأول يوم الجمعة الموافق 1 يناير 2021 أمام مركز شباب ميت رهينة في الجولة الأولى من الدوري المصري القسم الرابع والتي إنتهت بهزيمة نادي الشعلة أوليمبيك الرياضي بهدفين لهدف.

## الألوان والشعارات
- يتكون شعار نادي الشعلة سيتي ويلث الرياضي من اللون الأخضر وهو شعار النادي والشركة، كما يتوسط الشعار الشعلة الأولمبية والحصان العربي.
- ملابس نادي الشعلة سيتي ويلث الرياضي مصنعه من شركة أمبرو للملابس الرياضية.
- ألوان ملابس نادي الشعلة سيتي ويلث الرياضي هي القميص الأبيض والشورت الأبيض والجوارب الخضراء بينما الطقم الاحتياطي يتكون من القميص الأخضر والشورت الأخضر والجوارب البيضاء.

## الملعب
يلعب الفريق الأول بنادي الشعلة سيتي ويلث الرياضي على ملعب نادي جينيس الرياضي والذي يقع في مركز كرداسة بمحافظة الجيزة ، بينما تلعب فرق الناشئين والبراعم على ملعب نادي الهرم الرياضي والذي يقع بمدينة الجيزة.
ويجهز مجلس إدارة نادي الشعلة سيتي ويلث الرياضي مقر النادي الجديد والذي سيحتوي على ملعب لكرة القدم والذي سيلعب عليه النادي إبتداءاً من الموسم المقبل.

## مجلس الإدارة
| الوظيفة           | الاسم                       |
| ----------------- | --------------------------- |
| رئيس مجلس الإدارة | سامح محمد طلعت              |
| أمين الصندوق      | محمود سعد                   |
| عضو مجلس الإدارة  | مخاسب/محمد عبد الحميد رضوان |
| عضو مجلس الإدارة  | عمرو محمد                   |
| عضو مجلس الإدارة  | حسام الدين محمد             |
| عضو مجلس الإدارة  | يسري رزق ذكي                |
| عضو مجلس الإدارة  | محمد سعد محمد               |
| عضو مجلس الإدارة  | شادي محمد محمود             |
| عضو مجلس الإدارة  | هيثم محمد                   |
| عضو مجلس الإدارة  | أمنية الأشعل                |

## اللاعبون والجهاز الفني

### الجهاز الفني
| الوظيفة               | الاسم         |
| --------------------- | ------------- |
| المدير الفني          | محمد الورداني |
| المدرب العام          | محمود القط    |
| المدرب المساعد        | وليد محمد     |
| مدرب حراس المرمى      | محمد حسني     |
| أخصائي إصابات الملاعب | حسن محمد      |
| المدير الإداري        | صبحي الجعفري  |

### قائمة اللاعبين
ملاحظة: تشير الأعلام إلى المنتخب الوطني على النحو المحدد في قواعد الأهلية للفيفا. قد يحمل اللاعبون أكثر من جنسية واحدة غير تابعة للفيفا.
| الرقم | البلد | المركز | اللاعب                    |
| ----- | ----- | ------ | ------------------------- |
|       | مصر   | وسط    | محمود حسن سعد             |
|       | مصر   | مدافع  | أحمد حسين عبد الغني       |
|       | مصر   | وسط    | طارق عبد الفتاح عبد الغني |
|       | مصر   | مدافع  | محمد سمير أمين            |
|       | مصر   | مدافع  | عبد الرحمن السيد محمد     |
|       | مصر   | وسط    | مصطفى أحمد رجب            |
|       | مصر   | وسط    | أحمد محمد محمود           |
|       | مصر   | وسط    | مصطفى السيد مصطفى         |
|       | مصر   | وسط    | محمد نبيل مصطفى           |
|       | مصر   | مدافع  | علي حامد شاكر             |
|       | مصر   | مهاجم  | محمد شحاتة عبد القادر     |
|       | مصر   | مدافع  | أحمد محمد شحاتة           |

| الرقم | البلد | المركز | اللاعب                   |
| ----- | ----- | ------ | ------------------------ |
|       | مصر   | حارس   | أشرف السيد محمد          |
|       | مصر   | وسط    | أحمد عبد المنذر محمد     |
|       | مصر   | وسط    | عبد الرحمن محمد سنيد     |
|       | مصر   | مدافع  | إسلام موسى جمعة          |
|       | مصر   | مدافع  | محمد عبد المنعم علي      |
|       | مصر   | مهاجم  | خالد صلاح الدين مصيلحي   |
|       | مصر   | وسط    | إسلام ربيعي أحمد         |
|       | مصر   | وسط    | كريم محمد سلطان          |
|       | مصر   | وسط    | محمد عادل أنوش           |
|       | مصر   | مهاجم  | فؤاد أحمد                |
|       | مصر   | وسط    | عبد الرحمن أحمد فكر الله |
|       | مصر   | وسط    | محمد السوري              |

### فرق أخرى لكرة القدم
- فريق كرة القدم مواليد 1999 بقيادة الكابتن محسن يوسف.
- فريق كرة القدم مواليد 2000 بقيادة الكابتن وليد سيد.
- فريق كرة القدم مواليد 2001 بقيادة الكابتن وليد سيد.
- فريق كرة القدم مواليد 2002 بقيادة الكابتن محسن يوسف.
- فريق كرة القدم مواليد 2003 بقيادة الكابتن محمد صابر.
- فريق كرة القدم مواليد 2004 بقيادة الكابتن محمد صابر.
- فريق كرة القدم مواليد 2005 بقيادة الكابتن عبد الله معتصم.
- فريق كرة القدم مواليد 2006 بقيادة الكابتن عبد الله محمد.
- فريق كرة القدم مواليد 2007 بقيادة الكابتن عبد الله معتصم.
- فريق كرة القدم مواليد 2008 بقيادة الكابتن زيزو.
- فريق كرة القدم مواليد 2009 بقيادة الكابتن عادل الفيومي.
- فريق كرة القدم مواليد 2010 بقيادة الكابتن زيزو.
- فريق كرة القدم مواليد 2011 بقيادة الكابتن عادل الفيومي.

## إحصائيات الدوري

### تاريخ نادي الشعلة في الدوري المصري
| الموسم                | لعب | فوز | تعادل | هزيمة | له | عليه | +/- | نقاط | المركز        | الهداف | عدد الأهداف |
| --------------------- | --- | --- | ----- | ----- | -- | ---- | --- | ---- | ------------- | ------ | ----------- |
| موسم 2020–21          | 18  | 4   | 2     | 12    | 26 | 50   | -24 | 14   | المركز التاسع |        |             |
| الدوري المصري الممتاز | 18  | 4   | 2     | 12    | 26 | 50   | -24 | 14   |               |        |             |

### تاريخ لقاءات نادي الشعلة مع الأندية في الدوري المصري
| الفريق    | لعب | فوز | تعادل | هزيمة | له | عليه | أكبر فوز | أكبر هزيمة |
| --------- | --- | --- | ----- | ----- | -- | ---- | -------- | ---------- |
| ميت رهينة | 2   | 0   | 0     | 2     | 3  | 8    | ---      | 2/6        |
| منيل شيحة | 2   | 1   | 0     | 1     | 3  | 1    | 3/0      | 0/1        |
| شبرامنت   | 2   | 0   | 0     | 2     | 0  | 7    | ---      | 0/6        |
| أبو الهول | 2   | 2   | 0     | 0     | 11 | 6    | 7/3      | ---        |
| البرمبل   | 2   | 1   | 0     | 1     | 2  | 4    | 2/1      | 0/3        |
| أطفيح     | 2   | 0   | 2     | 0     | 4  | 4    | ---      | ---        |
| الهرم     | 2   | 0   | 0     | 2     | 1  | 5    | ---      | 0/3        |
| صول       | 2   | 0   | 0     | 2     | 2  | 11   | ---      | 1/7        |
| الكداية   | 2   | 0   | 0     | 2     | 0  | 4    | ---      | 0/3        |
|           | 18  | 4   | 2     | 12    | 26 | 50   | 7/3      | 1/7        |